# Skibbereen
Skibbereen (irl. An Sciobairín) – miasto leżące w południowej części hrabstwa Cork w Irlandii, przy drodze krajowej N71. Liczba mieszkańców w 2011 roku wynosiła 2 568 osoby.